# Liste der Biografien/Form
Liste der Biografien |
Portal Biografien |
Personensuche
# |
A |
B |
C |
D |
E |
F |
G |
H |
I |
J |
K |
L |
M |
N |
O |
P |
Q |
R |
S |
T |
U |
V |
W |
X |
Y |
Z |
?
 
Fa |
Fe |
Ff |
Fh |
Fi |
Fj |
Fk |
Fl |
Fm |
Fn |
Fo |
Fr |
Ft |
Fu |
Fy
 
Foa |
Fob |
Foc |
Fod |
Foe |
Fof |
Fog |
Foh |
Foi |
Foj |
Fok |
Fol |
Fom |
Fon |
Foo |
Fop |
For |
Fos |
Fot |
Fou |
Fov |
Fow |
Fox |
Foy |
Foz
 
Fora |
Forb |
Forc |
Ford |
Fore |
Forf |
Forg |
Fori |
Forj |
Fork |
Forl |
Form |
Forn |
Foro |
Forq |
Forr |
Fors |
Fort |
Foru |
Forw |
Fory |
Forz
Die Liste der Biografien führt alle Personen auf, die in der deutschsprachigen Wikipedia einen Artikel haben. Dieses ist eine Teilliste mit 85 Einträgen von Personen, deren Namen mit den Buchstaben „Form“ beginnt.

## Form
- Form, Andrew (* 1969), US-amerikanischer Filmproduzent
- Form, Michael (* 1967), deutscher Blockflötist, Dirigent und Hochschullehrer
- Form, Peter (* 1931), deutscher Eisenbahn- und Luftfahrtingenieur sowie Hochschullehrer
- Form, Thomas (* 1959), deutscher Manager

### Forma
- Forma, Marian (* 1944), polnischer Radrennfahrer
- Formacher, Carl von (1800–1882), österreichischer Unternehmer und Politiker
- Forman, Bruce (* 1956), US-amerikanischer Jazzgitarrist
- Forman, Carol (1918–1997), US-amerikanische Schauspielerin
- Forman, Gar, US-amerikanischer Basketballfunktionär
- Forman, Gayle (* 1970), US-amerikanische Schriftstellerin
- Forman, James, US-amerikanischer Rhythm-&-Blues- und Jazzmusiker (Piano)
- Forman, James (1928–2005), US-amerikanischer Bürgerrechtler
- Forman, Justus (1875–1915), US-amerikanischer Schriftsteller und ein am Broadway aktiver Bühnenautor
- Forman, Miloš (1932–2018), tschechoslowakisch-US-amerikanischer FilmregisseurMiloš Forman (1932–2018)

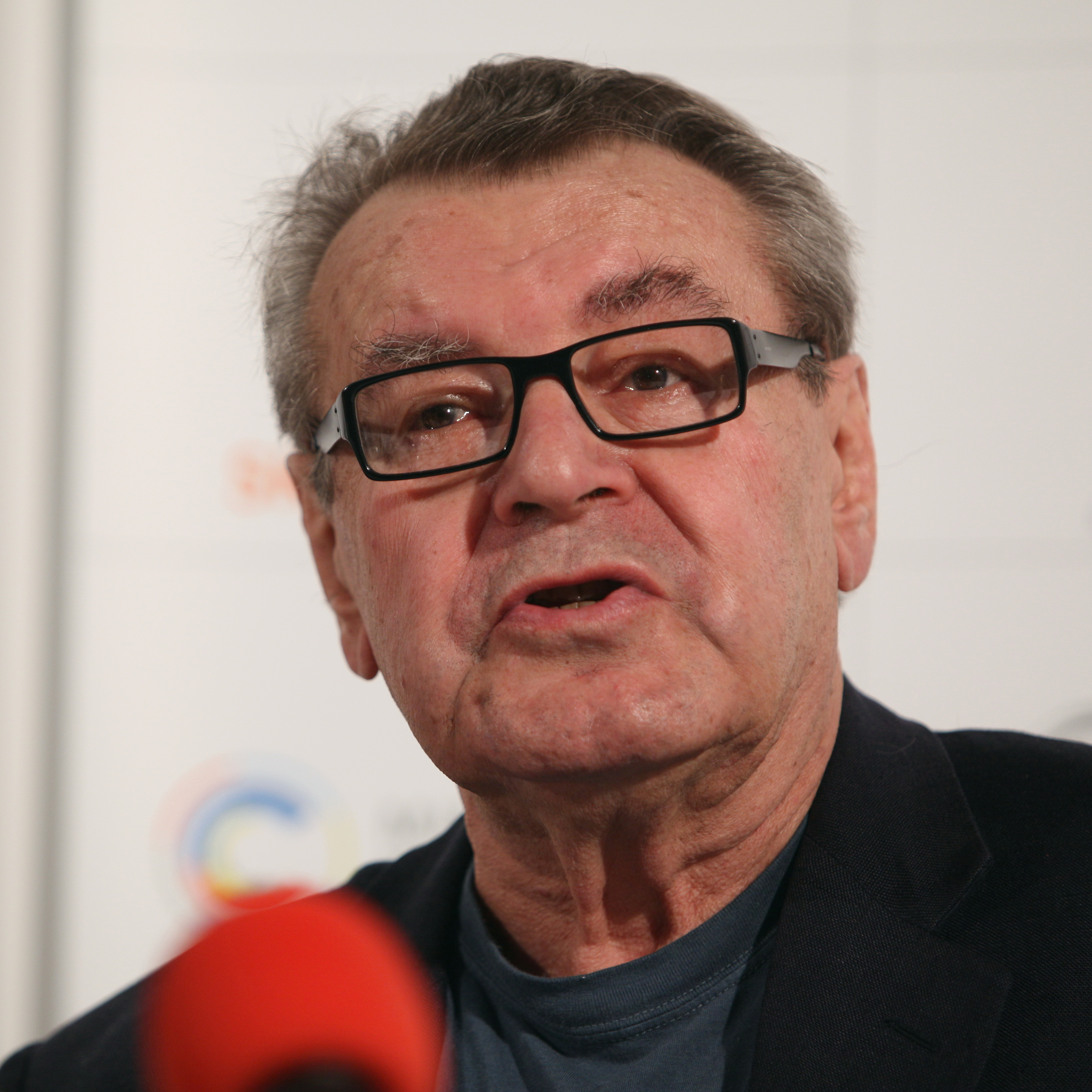
Miloš Forman (1932–2018)

- Forman, Milton (1915–2000), US-amerikanischer Ingenieur, Manager und Berater
- Forman, Mitchel (* 1956), US-amerikanischer Keyboarder
- Forman, Paul (* 1937), US-amerikanischer Wissenschaftshistoriker
- Forman, Paul (* 1994), britischer Fernseh- und Filmschauspieler
- Forman, Robin, US-amerikanischer Mathematiker
- Forman, Thomas Marsh (1809–1875), amerikanischer Politiker
- Forman, Werner (1921–2010), tschechischer Fotograf
- Forman, William, amerikanischer Astrophysiker
- Forman, William St. John (1847–1908), US-amerikanischer Politiker
- Formanack, Martin (1866–1947), US-amerikanischer Ruderer
- Formánek, Emanuel (1869–1929), tschechischer Mediziner und Politiker (Tschechische National-soziale Partei)
- Formanek, Gregor (1924–2025), deutscher KZ-Wachmann
- Formánek, Josef (* 1969), tschechischer Schriftsteller, Journalist und Globetrotter
- Formanek, Mark (* 1967), deutscher Konzeptkünstler
- Formanek, Michael (* 1958), US-amerikanischer Jazzbassist und -komponist
- Formánek, Miroslav (* 1984), slowakischer Skispringer
- Formanek, Verena (* 1954), österreichische Designerin, Ausstellungs- und Sammlungskuratorin
- Formánková, Michaela (* 1985), tschechische Volleyball- und Beachvolleyballspielerin
- Formann, Hans Heinrich (1939–2016), österreichischer Schriftsteller und Journalist
- Formann, Inken (* 1976), deutsche Landschaftsarchitektin
- Formanová, Antonie (* 1998), tschechische Schauspielerin
- Formanová, Ludmila (* 1974), tschechische Mittelstreckenläuferin
- Formanski, Norbert (* 1951), deutscher Politiker (SPD), MdB
- Formaro, Leonardo (* 1981), Mediengestalter, Fotograf und Musikproduzent
- Formato, Gary (* 1974), südafrikanischer Autorennfahrer

### Formb
- Formby, George jr. (1904–1961), britischer Schauspieler
- Formby, Jennie (* 1960), britische Politikerin (Labour Party)

### Forme
- Formé, Nicolas (1567–1638), französischer Sänger, Komponist und Geistlicher
- Formell, Juan (1942–2014), kubanischer Bandleader und Bassist
- Formell, Karl (* 1881), deutscher Senator und Verleger in Danzig
- Formella, Aleksandra (* 2001), polnische Leichtathletin
- Formella, Sebastian (* 1987), deutscher Boxer
- Formenoij, Ok (1899–1977), niederländischer Fußballspieler
- Forment, Damià, spanischer Bildhauer
- Formenti, Ernesto (1927–1989), italienischer Boxer
- Formenti, Marino (* 1965), italienischer Pianist und Dirigent
- Formentini, Marco (1930–2021), italienischer Politiker (Lega Nord, I Democratici, La Margherita), Mitglied der Camera dei deputati, MdEP
- Formento, Andrés (* 1984), argentinisch-italienischer Fußballspieler
- Formenton, Alex (* 1999), kanadischer Eishockeyspieler
- Formenton, Tommaso, Baumeister in Vicenza
- Formes, Auguste (1831–1888), preußische Hofschauspielerin und Soubrette
- Formes, Ernst (1841–1898), deutscher Schauspieler
- Formes, Karl (1810–1889), deutsch-englischer Opernsänger (Bass)
- Formes, Theodor (1826–1874), deutscher Opernsänger (Tenor)
- Formes, Walter (1883–1966), Film- und Theaterschauspieler
- Formey, Alfred (1844–1901), deutscher evangelischer Geistlicher und Dichter
- Formey, Jean Henri Samuel (1711–1797), deutscher Theologe, Autor, Philosoph, Enzyklopädist und Ständiger Sekretär der Berliner Akademie der Wissenschaften
- Formey, Johann Ludwig (1766–1823), deutscher Mediziner

### Formi
- Formica, Franco, deutscher Turniertänzer
- Fórmica, José (1881–1954), spanischer Ruderer
- Formica, Matías, argentinischer Jazzmusiker (Saxophone)
- Formica, Mauro (* 1988), argentinischer Fußballspieler
- Formica, Rino (* 1927), italienischer Politiker, Mitglied der Camera dei deputati und des Senato della Repubblica
- Formiga (* 1978), brasilianische FußballspielerinFormiga (* 1978)

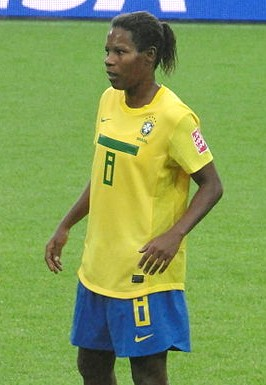
Formiga (* 1978)

- Formiga, Chico (1930–2012), brasilianischer Fußballnationalspieler
- Formigé, Jean Camille (1845–1926), französischer Architekt
- Formiggini, Angelo Fortunato (1878–1938), italienischer Verleger
- Formiggini, Gabriel (1879–1936), Violinist und Orchesterleiter
- Formiggini, Saul (1807–1873), österreichischer Arzt und Übersetzer
- Formigoni, Roberto (* 1947), italienischer Politiker, MdEP und Präsident der Region Lombardei
- Formiliano, Fabricio (* 1993), uruguayischer Fußballspieler
- Formilli, Attilio (1866–1933), italienischer Bildhauer und Illustrator
- Formis, Rudolf (1894–1935), deutscher Ingenieur, Radiotechniker und Opfer des Nationalsozialismus
- Formisano, Davide (* 1974), italienischer Flötist

### Formo
- Formo, Ivar (1951–2006), norwegischer Skilangläufer
- Formolo, Davide (* 1992), italienischer Radrennfahrer
- Formosa, Feliu (* 1934), katalanischer Schriftsteller
- Formosus (816–896), Papst (891–896)Formosus (816–896)

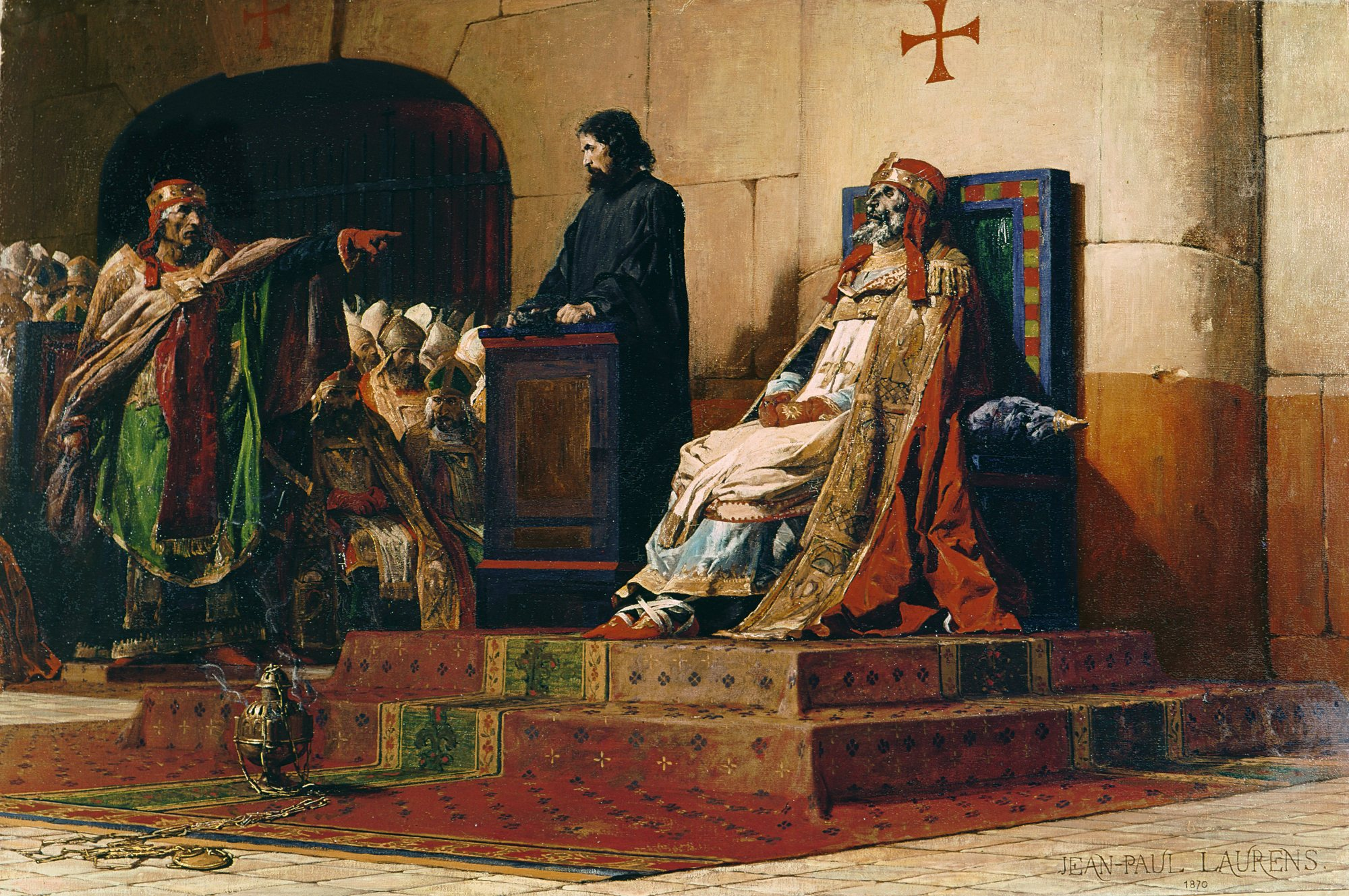
Formosus (816–896)

### Forms
- Formschneider, Johannes, Büchsenmeister in Diensten der Reichsstadt Nürnberg
- Formstecher, Salomon (1808–1889), deutscher Reformrabbiner

### Formu
- Formuzal, Mihail (* 1959), moldauischer Politiker, Regierungschef („Başkan“) des autonomen Gebietes Gagausien